# Дојче вахт (часопис)
Дојче вахт (Немачка стража) биле су новине писане на немачком језику, које су излазиле у Цељу између 1883. и 1919. године. Настао је преименовањем листа Циллиер Зеитунг (  - Цељске новине). Писан је у готици у три колоне и излазио је суботом. Залагао се за Линцшки програм који је тражио персоналну унију са Мађарском, посебан статус Галиције и Буковине, успостављање немачког карактера у земљама које су некада припадале Немачкој конфедерацији, а немачки као државни језик, стварање јединствено царинско подручје са Немачким Рајхом, и ослањање на Немачку. Године 1929. поново је преименован у Cillier Zeitungt. 